# 春風亭いっ休
春風亭 いっ休（しゅんぷうてい いっきゅう、1993年11月11日 - ）は、落語協会所属の落語家。本名は永井 智理。出囃子は『北海子供盆おどり唄』。

## 経歴
北海道札幌市出身。北嶺高等学校、京都大学理学部卒業。京都大学落語研究会OB。当時の高座名は「道楽亭栗鈴」。
2018年2月、春風亭一之輔に入門。一之輔の3番弟子となる。2019年7月、前座となる、前座名「いっ休」。
2023年11月1日、鈴々舎美馬、柳家小太郎と共に二ツ目昇進。

## 人物
大学在学中、実験用のナメクジを誤って全て死なせてしまった。
字が丁寧で上手である。罫線などのないネタ帳の見栄えが美しいと定評がある。
前座時代にらくごカフェで行われたYouTube配信ありの一門会で出囃子に一休さんのテーマソングが流れた。なお、二つ目昇進になった時は別の曲が出囃子になる。

## 芸歴
- 2018年2月 - 春風亭一之輔に入門。
- 2019年7月 - 前座となる、前座名「いっ休」。
- 2023年11月 - 二ツ目昇進。